# Troglohyphantes deelemanae
Troglohyphantes deelemanae là một loài nhện trong họ Linyphiidae.
Loài này thuộc chi Troglohyphantes. Troglohyphantes deelemanae được Andrei V. Tanasevitch miêu tả năm 1987.